# سامسونج جالكسي إيه 03 إس
سامسونج جالكسي أي 03 اس (بالإنجليزية: Samsung Galaxy A03s)‏ هو هاتف ذكي من شركة سامسونج، تم الإعلان عن الهاتف في أغسطس 2021 في مؤتمر عبر الانترت وأبرز ما يميز Samsung Galaxy A03s هو التحسن الملحوظ في المواصفات مع المحافظة على السعر الإقتصادي.

## مواصفات الهاتف
- خامات الهاتف من البلاستيك اللامع، بإطار من البلاستيك وظهر بلاستيكي، مع نتوء للكاميرا في المنتصف بإعلى الشاشة وحواف كبيرة حول الشاشة.[1]
- شاشة بحجم 6.5 بوصة، من نوع PLS LCD، وبدقة 1600*720 بيكسل.
- يأتي الهاتف بمعالج من ميدياتك، من نوع MediaTek MT6765 Helio P35، بدقة تصنيع 12 نانومتر وهو معالج ثماني النواة.
- يأتي بمعالج رسوميات من نوع PowerVR GE8320.
- كاميرا خلفية ثلاثية:
  - 13 ميجابيكسل (رئيسية)، وبفتحة عدسة f/1.8.
  - 2 ميجابيكسل (عدسة الماكرو)، وبفتحة عدسة f/2.4.
  - 2 ميجابيكسل (عدسة العمق)، وبفتحة عدسة f/2.4.
- كاميرا أمامية بدقة 5 ميجابيكسل، بفتحة عدسة f/2.2.
- بطارية الهاتف بحجم 5000 مللي أمبير، غير قابلة للإزالة.
- يدعم الهاتف شريحتين، ومنفذ منفصل للذاكرة الخارجية (ميموري كارد) حتى 1 تيرابايت.
- ذاكرة عشوائية بحجم 3 أو 4 جيجابايت.
- ذاكرة داخلية بحجم 32 أو 64 جيجابايت، من نوع eMMC 5.1.
- يدعم الهاتف مستشعرات التسارع، التقارب.
- يدعم الهاتف شبكات الجيل الثاني والثالث و الرابع.
- يدعم الهاتف بصمة بظهر الهاتف.
- يدعم الهاتف مدخل سماعات الأذن 3.5mm.
- يأتي الهاتف بنظام اندرويد 11، بواجهة تشغيل One UI 3.1.